# Limbile Regatului Unit
Regatul Unit nu are nici o limbă oficială specificată la constituția sa, iar limba engleză este cea principală, fiind vorbită acasă de aproximativ 95% din locuitorii țării. Galeza este limba oficială în Țara Galilor și este singura limbă de jure în orice parte a Regatului Unit. 
De asemenea, limbile regionale și cele ale imigranților își joacă rolul important. În afară de engleză, cele mai des folosite limbi în Regatul Unit sunt franceză, punjabă, poloneză și germană.

## Limbi indigene și dialecte

### Limbi vorbite în prezent
Tabelul de mai jos indică limbile vorbite în prezent pe teritoriul Regatului Unit (Anglia, Țara Galilor, Scoția și Irlanda de Nord). Nu sunt incluse limbile Dependențelor Coroanei, deoarece acestea nu fac parte din Regatul Unit.